# Charmé
Charmé település Franciaországban, Charente megyében. Lakosainak száma 340 fő (2022. január 1.). Charmé Bessé, Juillé, Ligné, Salles-de-Villefagnan, Tusson és Courcôme községekkel határos.

## Népesség
A település népessége az elmúlt években az alábbi módon változott:
| Lakosok száma | 452  | 410  | 411  | 394  | 360  | 356  | 355  | 340  | 338  | 340  |
|               | 1968 | 1982 | 1990 | 2006 | 2013 | 2015 | 2017 | 2019 | 2020 | 2022 |